# سوکی (شخصیت)
سوکی (به انگلیسی: Suki) یک شخصیت داستانی خیالی در مجموعهٔ پویانمایی تلویزیونی آواتار: آخرین بادافزار نیکلودئون است که توسط مایکل دانته دی‌مارتینو و برایان کونیتزکو خلق شده‌است. صداپیشگی این شخصیت را جنی کوان انجام داده‌است. سوکی رهبر یکی از گروه‌های مبارزان کیوشی در جزیره کیوشی پادشاهی خاک است. او که تمرینات خود را از زمانی که تنها هشت سال داشت آغاز کرد، به خاطر مهارت‌های رهبری و رزمی‌اش مورد احترام همرزمان‌اش بود. هنگامی که گروه آواتار به جزیرهٔ کیوشی رسید، سوکی و چند جنگجوی کیوشی دیگر آنها را اسیر کردند، زیرا فکر می‌کردند جاسوسان ملت آتش هستند، اما پس از اینکه متوجه شدند آنگ آواتار است، آنها را آزاد کردند و با آنها دوست شدند. سوکی در واقع عشق دوم ساکا پس از مردن شاهزاده یوئه است.